# Philippe Koulianov
Philippe Koulianov est un écrivain belge francophone né le 31 juillet 1974.
En 1993, il est récompensé par le Prix international jeunes auteurs pour la nouvelle Au fil des jours.
Dès la fin des années 1990, il composait des morceaux minimal-electros. Le 26 mars 2003, il était l'auteur de la bande sonore de la soirée d'expérimentations multimédia à l'occasion de la sortie du quatrième roman de Maurice G. Dantec, Villa Vortex.
Son premier roman est Rafistouli ou pratique de la soudure en amateur, paru aux éditions Luc Pire en 2002  (ISBN 2-87415-137-8).